# David Sánchez Llongo
David Sánchez Llongo   (l'Eliana, 1992) és un artista faller valencià.
Comença a plantar a l'Eliana a partir de l'any 2008, saltant a València durant la dècada del 2010.
El 2023 aconsegueix el primer premi de secció especial amb el cadafal plantat a Exposició-Misser Mascó, que alhora era la primera volta que la comissió aconseguia el màxim guardó. Aquell any també va obtindre el màxim reconeixement a les Falles d'Alzira i les de Cullera.
També en 2023, va plantar cinc cadafals en les Fogueres de Sant Joan d'Alacant. Debutava en secció especial amb Diputació-Renfe, i tots dos aconseguiren també el primer triomf de la història en les festes alacantines. A més, també obtingué el primer premi de secció primera amb la comissió Esplanada.